# Гузина, Гедеон
Гедео́н Гузи́на (босн. Gedeon Guzina; род. 26 декабря 1993, Илиджа, ФБиГ) — боснийский футболист, нападающий футбольного клуба «Оренбург».

## Клубная карьера
Родился в городе Илиджа. Начал профессиональную карьеру в 2012 году, будучи игроком клуба «Дрина». Дебютировал за клуб из Вишеграда 19 сентября 2012 года в матче кубка Боснии и Герцеговины против «Риека Витез» (1:2). Второй и последний матч за клуб провёл 17 сентября 2013 года против клуба «Борац» (0:3).
8 августа 2014 года перешёл в «Сутьеску». Единственный матч за клуб из Фочи провёл 19 сентября 2015 года против клуба «Текстильак» (3:0). 26 февраля 2016 года перешёл в «Текстильак». Дебютировал за новый клуб 5 марта в игре против «Козары» (1:3), в которой отличился забитым голом. Всего за дервентский клуб провёл 12 матчей, забив 5 мячей.
12 июля 2016 года перешёл в «Борац», за который провёл 28 матчей, набрав 7 (4+3) очков по системе «гол+пас». 5 июля 2017 года стал игроком «Звезды». В составе команды из Градачаца провёл 25 матчей и забил 8 мячей. 1 июля 2018 года вновь сменил команду, перейдя в «Младост», за который провёл 30 матчей, забив 7 голов.
1 июля 2019 года перешёл в клуб «Сараево», в составе которого стал чемпионом Боснии и Герцеговины. 7 февраля 2020 года подписал контракт с «Истра 1961». 2 сентября 2021 года стал игроком словенского клуба «Радомлье», за который провёл 28 матчей и забил 9 мячей.
14 июня 2022 года на правах свободного агента перешёл в «Балтику». Дебютировал за новый клуб 16 июля в игре против «Велеса» (2:1). В этой же игре забил первый гол за калининградскую команду. По итогам сезона 2022/23 «Балтика» заняла второе место в Первой лиге и вышла в РПЛ. Гузина принял участие в 33 матчах и забил 14 мячей, разделив звание лучшего бомбардира турнира с Иваном Тимошенко. В сезоне 2023/24 отыграл 24 матча и забил 3 мяча. По итогам сезона «Балтика» заняла 15 место и вылетела в Первую лигу, однако вышла в суперфинал Кубка России, где уступила «Зениту» (1:2). 4 июня 2024 года покинул команду в связи с истечением срока контракта.
После этого вернулся в клуб «Радомлье», а первую половину 2025 года провёл в новороссийском «Черноморце». 5 июля 2025 года стал игроком «Оренбурга».

## Достижения

### Командные
«Сараево»
- Чемпион Боснии и Герцеговины: 2019/20

«Балтика»
- Серебряный призёр Первой лиги: 2022/23
- Финалист Кубка России: 2023/24

### Личные
- Лучший бомбардир Первой лиги: 2022/23